# Britt Ståhlberg Norée
Britt Ståhlberg Norée, ogift Norée, född 31 mars 1943 i Sankt Görans församling i Stockholm, död 18 december 2024 i Paris, var en svensk journalist.
Britt Ståhlberg Norée var dotter till direktören Sture Norée och Gunhild, ogift Ullman, samt sondotter till skådespelaren och direktören Ernst Norée och skådespelaren Lia Norée. Efter akademiska studier avlade hon examen som filosofie kandidat vid Stockholms universitet 1968 men gick senare också journalistskola i Paris 1977–1979.
Hon var anställd vid Svenska Handelskammaren i Paris 1969–1970, vid La Maison de Suéde Paris 1971–1974 och vid Union de Banques å Paris 1974–1977. Sedan blev hon korrespondent med fortsatt placering i Paris, först för Veckans Affärer 1977–1982  och därefter för Dagens Industri 1982–2004. Hon var författare till en bok om fotografen Dora Maar och hennes förhållande med Pablo Picasso, samt en bok om den franska motståndsrörelsen under den tyska ockupationen av landet.
Britt Ståhlberg Norée var från 1995 gift med journalisten Knut Ståhlberg (1919–2015) till hans död.